# ۱۱۶۹ (خورشیدی)
۱۱۶۹ هزار و صد و شصت و نهمین سال هجری خورشیدی است.

## درگذشتگان
میرزا محمدصادق موسوی اصفهانی متخلصه به نامی،شاعر و تاریخ نگار ایرانی